# Brachypelus microphthalmus
Brachypelus microphthalmus – gatunek chrząszcza z rodziny biegaczowatych, podrodziny Scritinae i plemienia Clivini.

## Opis
Ciało długości od 4,5 do 4,9 mm. Labrum o 7 szczecinkach. Rzędy (striae) pokryw zanikające ku wierzchołkowi, a międzyrzędy prawie płaskie w wierzchołkowej części. Oczy małe, nieco węższe niż szerokość 2 członu czułków. Paramery aedeagusa z pojedynczą szczecinką na każdej.

## Występowanie
Gatunek ten jest endemitem Madagaskaru, gdzie znany jest z rejonu Parku Narodowego Andasibe Perinet.